# Oliarus adusta
Oliarus adusta är en insektsart som beskrevs av Franz Xaver Fieber 1872. Oliarus adusta ingår i släktet Oliarus och familjen kilstritar. Inga underarter finns listade i Catalogue of Life.